# بيتر كورماك
بيتر كورماك (بالإنجليزية: Peter Cormack)‏ (17 يوليو 1946 - 10 أكتوبر 2024)، ولد في إدنبرة، هو لاعب ومدرب كرة قدم اسكتلندي دولي سابق كان يلعب كلاعب وسط. سبق له أن لعب في كأس العالم لكرة القدم مع منتخب بلاده.

## المسيرة الاحترافية

### أندية لعب لها
- نادي هيبرنيان
- نوتينغهام فورست
- نادي ليفربول
- نادي بريستول سيتي
- نادي بارتيك ثيسل

## روابط خارجية
- بيتر كورماك على موقع الاتحاد الأوربي (الإنجليزية)
- بيتر كورماك على موقع الاتحاد الإسكتلندي (الإنجليزية)
- بيتر كورماك على موقع قاعدة بيانات كرة القدم.إي يو (الإنجليزية)
- بيتر كورماك على موقع ناشيونال فوتبول تيمز (الإنجليزية)